# 春埼芽衣
春埼芽衣（日語：春埼めい，1998年7月19日—），日本AV女優。所屬事務所是マインズ。

## 簡歷
2018年2月22日以SOD的企劃“キミホレ（君に惚れた!）”的專屬女優身分出道，藝名是「白瀨七海（白瀬ななみ，しろせ ななみ）」。所屬事務所是フォーティーフォーマネジメント。
2018年10月4日，所屬事務所改為マインズ並改名為「春埼芽衣」。之後於10月離開專屬身分，成為企劃單體女優。

## 人物
事務所的簡介中是出身於東京都。
擅長剝雞蛋。
初體驗是在高中1年級的冬天。

## 外部連結
- 春埼芽衣的X（前Twitter）
- 春埼芽衣的Instagram帳戶

※下面為18禁網站
- AVアイドル名鑑 （页面存档备份，存于） - xcity
- キミホレ君に惚れた!女優紹介